# Gustavo Adolfo Salinas Camiña
General Gustavo Adolfo Salinas Caamiña (Cuatro Ciénegas, Coahuila; 19 de julio de 1893-ibídem, 5 de marzo de 1964) fue un piloto militar aviador mexicano que participó en la Revolución mexicana.
Fue hijo de Emilio Salinas, así como cuñado de Venustiano Carranza. Después de terminar sus estudios primarios fue a estudiar a Nueva York e ingresó a la carrera de piloto aviador en la Moisant Aviation School, en la que se tituló en noviembre de 1912.
Ofreció sus servicios a Francisco I. Madero, el cual lo incorporó al ejército para que combatiera a las fuerzas de Pascual Orozco en Chihuahua. En 1913 se unió al movimiento constitucionalista y fue comisionado a las fuerzas de Álvaro Obregón: a fines de febrero bombardeó el barco Guerrero, en el Golfo de California durante el Primer combate aeronaval en Topolobampo en 1914. Obregón lo nombró después de este ataque jefe de artillería en las fuerzas contra Doroteo Arango, más conocido como Pancho Villa.  
Fue el Primer General de División que tuvo la Fuerza Aérea Mexicana; desempeñó el cargo de agregado militar en Francia, Inglaterra y Bélgica, además dirigió la Fundación Nacional de Artillería. En 1929 se adhirió a la Rebelión Escobarista. Amnistiado años después, fue director general de Aeronáutica Militar, durante la Segunda Guerra Mundial, y fue uno de los organizadores del Escuadrón 201, que combatió en Filipinas. Ganó el Campeonato Nacional de Tiro con Pistola y rifle e impulsó este deporte. Obtuvo condecoraciones de los cuerpos de aviación de Francia, Estados Unidos y Perú. Murió en Cuatro Ciénegas, el 5 de marzo de 1964.

## Aviadores compañeros de armas en la década de 1920
| - Luis Farell Cubillas - Ismael Aduna - Ralph O'Neill - Rafael Montero Ramos - Rafael Ponce de León - Alfredo Lezema Álvarez - Roberto Fierro Villalobos - Pablo Sidar | - Emilio Carranza - Eliseo Martín del Campo - Guillermo Monroy - Manuel Solís - Julián Nava Salinas - Francisco Espejel - Alberto Vieytez y Vieytez - Ricardo Díaz Gonzáles | - Luís Rojas - Luis Boyer - Arturo Jiménez Nieto - Antonio Cárdenas Rodríguez - Carlos Rovirosa - Rodolfo Torres Rico - Gustavo G. León, entre otros. |